# Robrecht van Massemen

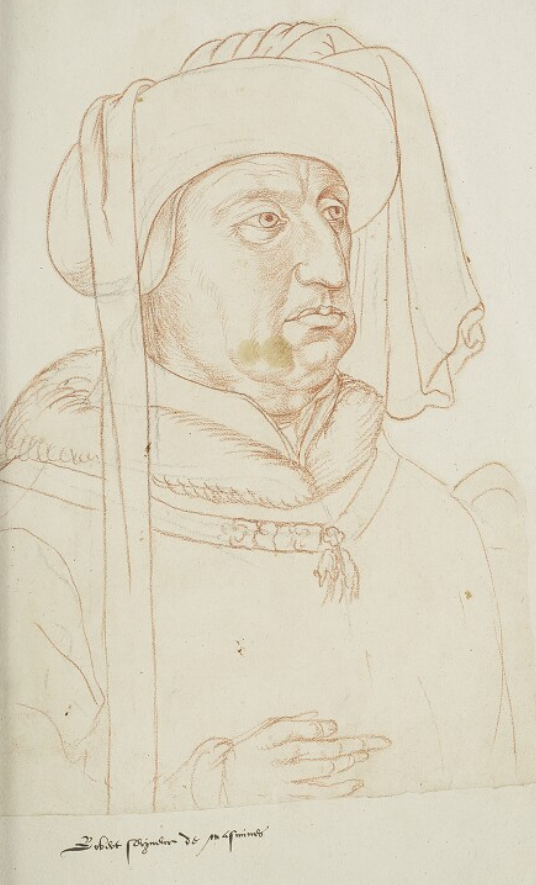
Portret in het Recueil d'Arras (16e eeuw)

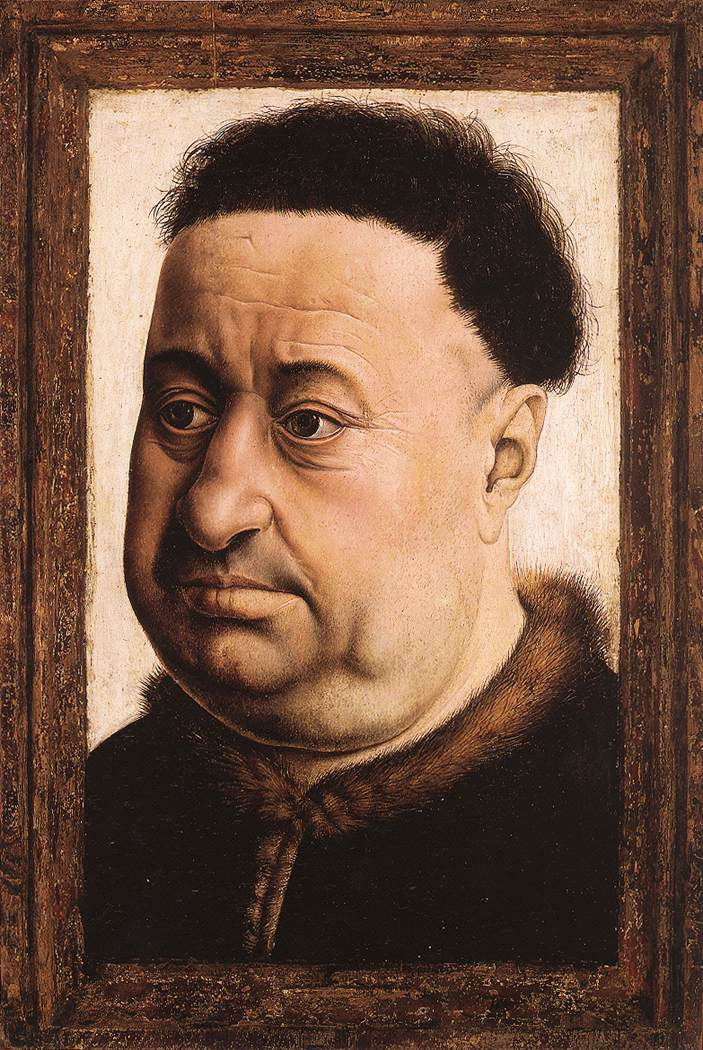
Portret van een man, mogelijk Robrecht van Massemen, door Robert Campin

Robrecht van Massemen (ca. 1387 – september 1430) was een Vlaams edelman in dienst van de Bourgondische hertogen.
Hij was afkomstig uit een jongere tak van de familie van Ressegem of van Zottegem.
Zijn vader, Walraf van Massemen, was raadsheer van Jan zonder Vrees, zijn moeder Margaretha Tyncke, genaamd de Maarschalk, was een kleindochter (via een bastaarddochter) van graaf Lodewijk van Male.

Wapenschild; vergelijk met Zottegem

Hij was heer van Massemen, Westrem, Hemelveerdegem, Sint-Martens-Lierde, Sint-Maria-Lierde, Parike, Beerlegem, Leeuwergem  en Elene (door zijn huwelijk met Elizaberth van Leeuwergem). Hij liet in de eerste helft van de 15de eeuw het kasteel van Leeuwergem optrekken .
Hij maakte carrière als militair aanvoerder onder Jan zonder Vrees, in de gevechten in en rond Parijs (1417). 
Bij het beleg van Melun in 1420 werd hij gewond, hij werd als dank hiervoor door Filips de Goede tot ridder geslagen. Hij werd door de kroniekschrijver Georges Chastelain geprezen als een "moult vaillant chevalier flandrois".
Hij werd in 1423 lid van het college dat het graafschap Vlaanderen bestuurde tijdens de afwezigheid van de hertog, en in 1430 een van de eerste 25 ridders van de Orde van het Gulden Vlies.
Dat jaar nog nam hij deel aan het beleg van Compiègne. Hij sneuvelde in september in Bouvignes in een veldslag tegen de opstandige Luikenaars.
Zijn weduwe, Elizabeth van Leeuwergem, ontving van Filips de Goede een lijfrente op de ontvangsten van het vorstelijk domein te Ninove en Haaltert. Zij was ten minste tot 1454 burchtvrouwe van het kasteel te Ninove.

## Portret
Volgens Georges Hulin de Loo is Robrecht van Massemen afgebeeld op een portret door de meester van Flémalle (die hij gelijkstelt aan Robert Campin). De voorgestelde identificatie is gebaseerd op fysieke gelijkenis met een ander portret in het Recueil d'Arras, maar heeft niet algemeen ingang gevonden. Het is een vroeg voorbeeld van realistische portretkunst. Van het portret bestaan twee exacte kopieën: één in de Gemäldegalerie in Berlijn, een ander in het Museo Thyssen-Bornemisza in Madrid.
- Gemeinsame Normdatei: 13225204X
- Virtual International Authority File: 25758775
- WorldCat: E39PBJrGtGyFYWGJGjcHr778md